# (74117) 1998 QG50
(74117) 1998 QG50 – planetoida z pasa głównego asteroid okrążająca Słońce w ciągu 4,26 lat w średniej odległości 2,63 j.a. Odkryta 17 sierpnia 1998 roku.